# Lepista nuda
Lepista nuda (Bull.) Cooke, 1871, è un fungo tardo autunnale tra i più diffusi, anche se non molto conosciuto. Pur essendo un discreto commestibile, viene spesso scartato dai cercatori per il suo colore molto inusuale che induce diffidenza.

## Etimologia
Dal latino nudus = nudo, per la cuticola del cappello liscia.

## Descrizione della specie
Cappello
Diametro da 30 a 120 mm o più, di buon spessore, irregolarmente emisferico, poi piano ed infine depresso, a volte con umbone ampio e poco rilevato, di forma spesso irregolare, margine involuto ed alla fine aperto, ondulato e variamente rilevato. Superficie liscia e poco riflettente, dal colore lilla-violetto non omogeneo, per zona centrali tendenti all'avana-bruno, che si estende fino al bordo nel fungo adulto.
Lamelle
Fitte, arrotondate al gambo, adnato-uncinate, intervallate da lamellule, violette e facilmente asportabili, caratteristica, quest'ultima, comune a tutto il genere Lepista.
Gambo
Tendenzialmente tozzo, alto 50–80 mm per 10–15 mm di diametro, violetto, consistente ed ornato da fibrille e pruina di colore lilla chiaro, più o meno ingrossato alla base che porta parti del micelio e abbondanti frammenti del substrato del sottobosco.
Carne
Violetta, acquosa, elastica nel gambo, fragile nel cappello.
- Odore: caratteristico, molto complesso ed intenso, non ben definibile. Fruttato.
- Sapore: dolce, delicato.

Spore

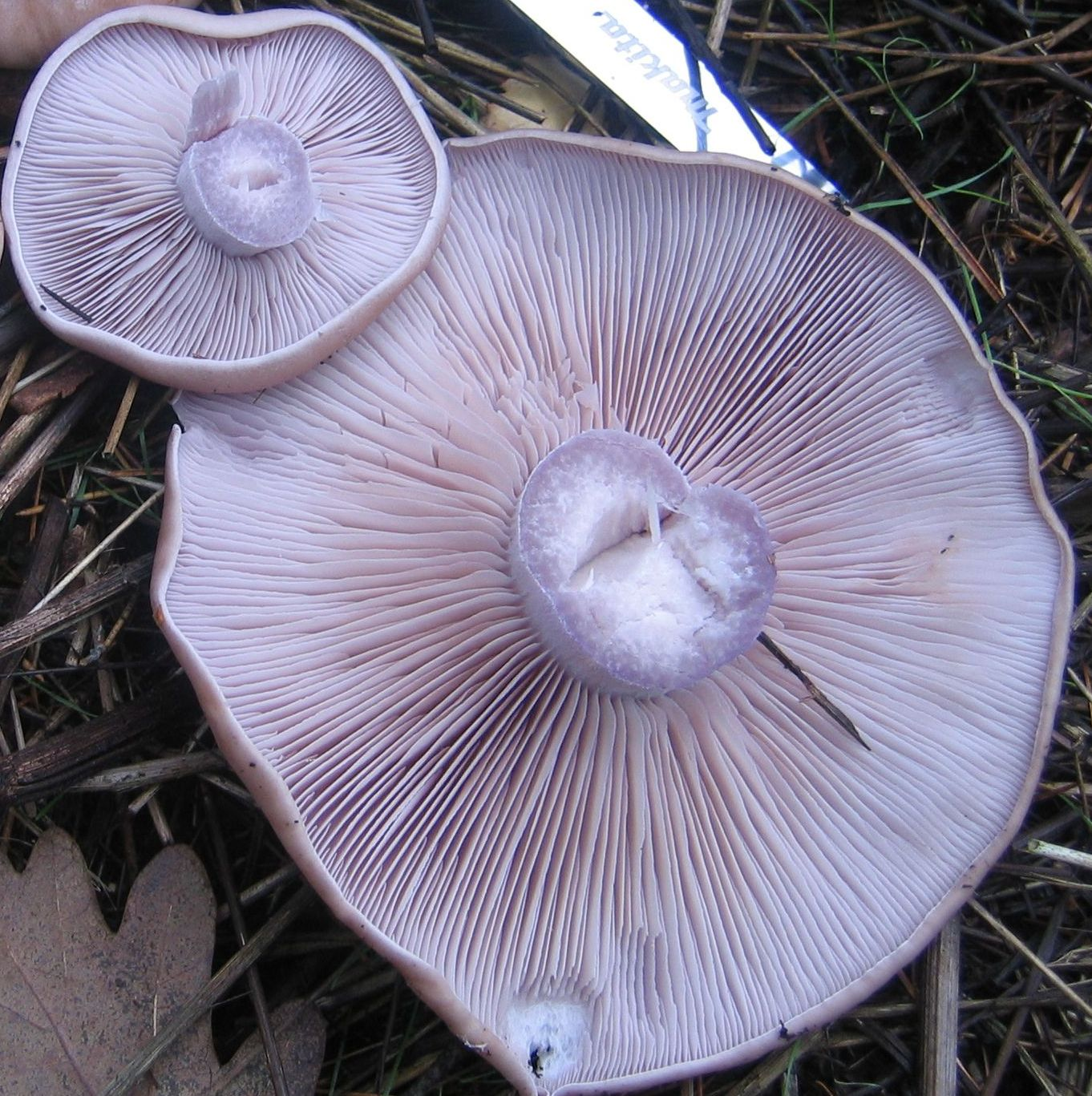
Lamelle in evidenza

A forma di goccia, con minute verruche, sono rosate in massa, 6,5-8,5 µm.

## Habitat
Ai primi freddi autunnali e fino all'inizio dell'inverno (inoltrato, se il clima non è troppo rigido), raramente in primavera; saprofita su substrati vegetali abbondanti, prevalentemente nei boschi o ai margini, indistintamente sotto aghifoglie o latifoglie. In gruppi numerosi (a volte nei cosiddetti "cerchi delle streghe").

## Commestibilità
Discreta, con cautela.

Tossico da crudo, va consumato solo dopo un'adeguata cottura. Non è necessaria la prebollitura, anche se alcuni la raccomandano per una migliore resa gastronomica. Contiene trealosio, uno zucchero di difficile digeribilità per la maggior parte della popolazione.

Il sapore è gradevole e delicato, amabile.
Vivamente sconsigliato ai meno esperti, in quanto facilmente confondibile con alcune specie tossiche o sospette del genere Cortinarius.

## Nomi comuni
- Agarico nudo
- Agarico violetto
- Cardinale viola (in quanto cresce nello stesso periodo e molto di frequente nelle vicinanze della Lepista nebularis, soprannominata "cardinale")
- Ordinale viola (idem)
- Funzu de Santa Cataen-na (fungo di Santa Caterina, Genova)
- Violetta

## Specie simili

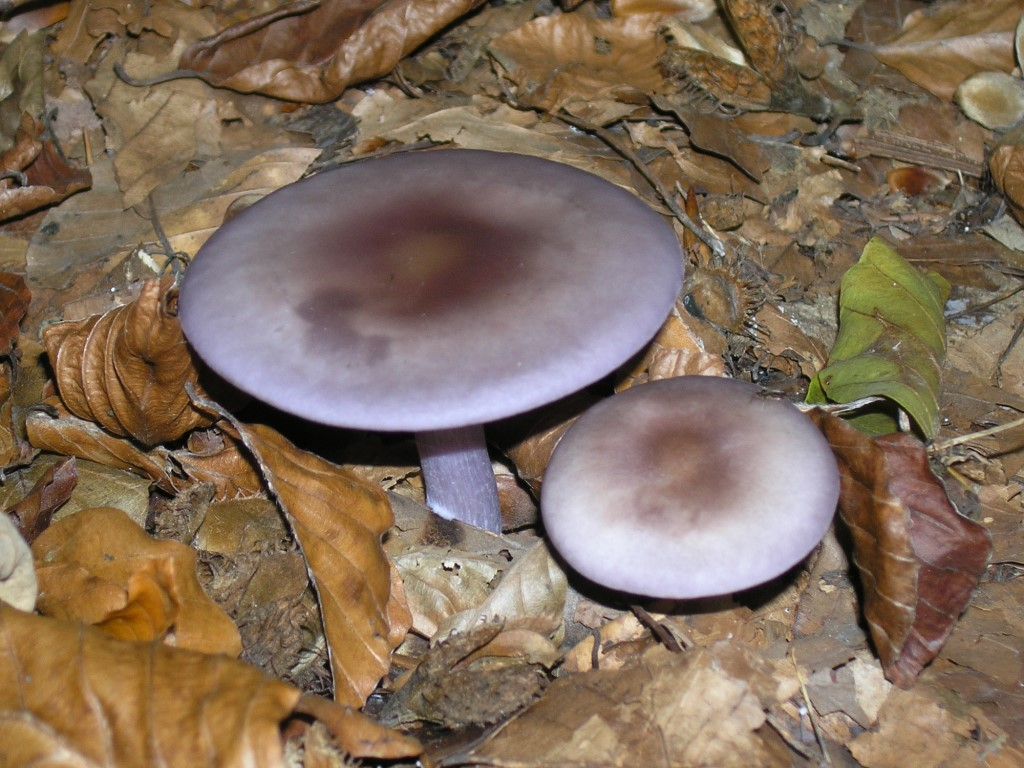
Lepista nuda (Cooke, Handbook of British Fungi: 192, 1871)

- Cortinarius caesiocyaneus e Cortinarius variicolor (commestibili ma sconsigliati per la somiglianza con specie congeneri color viola non eduli oppure sospette)
- Cortinarius coerulescens e Cortinarius rufoolivaceus (non eduli, sospetti)
- Lepista glaucocana (discreto commestibile), cui somiglia molto fatta eccezione per il cappello di colore rosa sbiadito anziché violetto. I cercatori potrebbero tuttavia essere tratti in inganno da forme decolorate (abbastanza comuni) di L. nuda. L'odore fruttato di quest'ultima specie può aiutare nella determinazione
- Lepista sordida (discreto commestibile), di taglia più piccola e dall'odore meno grato
- Cortinarius violaceus (mediocre commestibile), di taglia più grande e dall'odore debole.

Le suindicate specie di Cortinarius sono riconoscibili grazie al colore delle spore (color "ocra" in massa e non rosa), ai residui di cortina spesso presenti sul gambo nonché all'odore che spesso è rafanoide nei Cortinari.

## Curiosità
- Si presta molto bene alla coltivazione, ma in Italia è un fungo sconosciuto ai più.

## Sinonimi e binomi obsoleti
- Agaricus nudus Bull.:Fr. 1821
- Clitocybe nuda (Bull.:Fr.) H.E. Bigelow & A.H. Sm. 1969
- Gyrophila nuda (Bull.:Fr.) Quél. 1886
- Tricholoma nudum (Bull.) P. Kumm. 1871
- Rhodopaxillus nudus (Bull.:Fr.) Maire 1913